# Pászt Patrícia
Pászt Patrícia (1971) műfordító, tolmács, dramaturg, kulturális menedzser, a Krakkói Magyar Centrum megalapítója és igazgatója.

## Pályafutása
Az irodalomtudományok doktora, kutatási területe az 1989 utáni lengyel drámairodalom. Több tucat drámairodalmi és színházi tematikájú publikáció, többek között a Mai lengyel drámairodalom című monográfia szerzője, öt drámaantológia szerkesztője, több mint 20 kortárs lengyel dráma műfordítója.
1996–2001 között a budapesti Lengyel Intézet, a Magyarország krakkói főkonzulátusa és a lengyel Krakkó 2000 Fesztiváliroda programszervezőjeként dolgozott, részt vett többek között a budapesti Polonia Expressz Lengyel Művészeti Fesztivál valamint a Krakkó – Európa Kulturális Fővárosa programsorozat keretében szervezett nagyszabású krakkói „Magyar Évad” koordinálásában és lebonyolításában. 2001-ben létrehozta a Cracovia Expressz Alapítványt, és a külföldi magyar kulturális intézményrendszer gyökeresen új működési modelljét képviselő Krakkói Magyar Centrumot, amelyet időről időre saját ösztöndíjából tartott fenn és működtetett. A Krakkói Magyar Centrum vezetőjeként és a Budapest VII. kerületi lengyel Kisebbségi Önkormányzat elnökhelyetteseként több mint háromszáz kulturális program megszervezése és lebonyolítása fűződik nevéhez Magyarországon és Lengyelországban, valamint Erdélyben és a Visegrádi országokban. A lengyel–magyar kulturális együttműködés terén végzett szakmai munkáját számos civil és állami elismeréssel honorálták.

## Krakkói Magyar Centrum
A Krakkói Magyar Centrum az első, közhasznú civil szervezet formájában működő külföldi magyar kulturális intézet, amely elsősorban önerőből, pályázati és szponzori segítséggel folytatja munkáját. A Pászt Patrícia által 2001-ben létrehozott Magyar Centrum kiemelt célja a magyar-lengyel kapcsolatok professzionális igényű megerősítése és hazánk népszerűsítése Lengyelországban. A Centrum eddig pl több, mint 300 rangos magyar és lengyel kulturális esemény szervezője és inspirálója volt nem csupán Krakkóban, de egész Lengyelországban, Magyarországon, Romániában valamint Csehországban és Szlovákiában.

## Díjak
- Lengyel Köztársaságért Érdemrend Lovagkeresztje kitüntetés a magyar-lengyel kapcsolatok fejlesztéséért (2015)
- Pro Cultura Hungarica díj a magyar kultúra értékeinek külhoni megismertetéséért és terjesztéséért (2014)
- Hevesi Sándor-díj a magyar színház nemzetközi megismertetéséért (2012)
- ZAIKS műfordítói díj a lengyel irodalom magyar nyelvre való átültetéséért (2011)
- A Lengyel Kultúráért Érdemrend a magyar–lengyel kapcsolatok területén végzett munkáért (2007)
- Promenád díj a lengyel–magyar kulturális kapcsolatok terén végzett kiemelkedő társadalmi tevékenységért (2006)